# Kamdesh
Kamdesh (auch Kamdesch, paschtunisch کامدېش, persisch کامدیش) ist ein Distrikt in der afghanischen Provinz Nuristan. Die Fläche beträgt 1.452 Quadratkilometer und die Einwohnerzahl 29.570 (Stand: 2022).

## Geschichte
Ursprünglich befand sich der Distrikt in der Provinz Kunar. 2001 wurde er in die neugegründete Provinz Nuristan eingegliedert.
Nach der Machtübernahme der Taliban im Jahr 2021 in Afghanistan und dem damit einhergehendem Arbeitsplatzverlust vieler Menschen in Kabul zogen viele gebürtige Kamdeshis zurück in ihrem Geburtsdistrikt. Im Jahr 2022 beschlossen die Ältesten der Dörfer in Kamdesh, dass die Zedern, die zuvor Jahrhunderte von den Einheimischen vor illegaler Abholzung bewahrt wurden, entschlossen, dass jeder Zurückgezogene eine Zeder fällen darf, um sich in den Bergdörfern von Kamdesh ein Haus zu bauen.

## Lage
Im Osten grenzt der Distrikt an Pakistan. Im Norden liegt der Distrikt Bargi Mata, im Westen der Distrikt Wama und im Südwesten der Distrikt Waygal. Im Süden grenzt Kamdesh an die Provinz Kunar.